# Dryopithecus wuduensis
 Dryopithecus wuduensis  ist eine ausgestorbene Art der Altweltaffen aus der Gattung Dryopithecus, die vor rund 7 Millionen Jahren während des Turoliums in China vorkam.

## Namensgebung
Die Bezeichnung der Gattung Dryopithecus ist abgeleitet von griechisch: drys = „Eiche“ und πίθηκος, altgriechisch ausgesprochen píthēkos = „Affe“. Das Epitheton wuduensis verweist auf den zur Stadt Longnan gehörenden Fundort Wudu in der Volksrepublik China. Dryopithecus wuduensis bedeutet demnach sinngemäß „Affe aus dem Eichenwald von Wudu“. Die Bezeichnung der Gattung wurde von Édouard Armand Lartet im Jahr 1856 gewählt, weil das erste der Gattung zugeschriebene Fossil in Frankreich zusammen mit Resten von Eichen geborgen worden war.

## Erstbeschreibung
Als Holotypus von Dryopithecus wuduensis wurde in der Erstbeschreibung durch Xue Xiang-Xu und Eric Delson ein linkes, bezahntes Unterkiefer-Fragment mit erhaltenen Backenzähnen und Frontzähnen (Sammlungsnummer: XD47Wd001) ausgewiesen. Das Fossil war bereits 1947/48 von Professor Wang Yong-Yan, Fakultät für Geologie der Universität Nordwestchinas, entdeckt worden.
Der Erstbeschreibung zufolge unterscheidet sich die Bezahnung von Dryopithecus wuduensis deutlich von den Arten der Gattung Proconsul, Kenyapithecus sowie Sivapithecus und weist am ehesten gemeinsame Merkmale mit den vor allem aus Europa bekannten Arten der Gattung Dryopithecus auf. Jedoch weiche der Bau und die Größe der erhaltenen Zähne – insbesondere die relativ kleinen Prämolaren – auch deutlich von den zu Dryopithecus fontani und zu Dryopithecus crusafonti gestellten Fossilien ab. Fossilien anderer Dryopithecus-Arten unterscheiden sich den Analysen zufolge unter anderem in Bezug auf die Länge der Zahnwurzeln.

## Alter
Der in chinesischer Sprache verfassten Erstbeschreibung von Dryopithecus wuduensis im Jahr 1988 lag ein Fossil zugrunde, das in der Provinz Gansu, in der Fundstelle Longjiagou valley (33° 24' N, 104° 55' 12" O) des Bezirks Wudu entdeckt worden war. Das Fossil konnte anhand von biostratigraphischen Analysen nur näherungsweise datiert werden; als Untergrenze wurde das späte Miozän ausgewiesen; wörtlich hieß es in der Erstbeschreibung: „Late Miocene (or earlier).“

## Belege
1. ↑   Xue Xiang-Xu und Eric Delson: A new species of Dryopithecus from Gansu, China. In: Kexue Tongbao. Band 33, Beijing 1988, S. 449–452 (chinesisch); in: Chinese Science Bulletin. Band 34, Nr. 3, 1989, S. 223–229 (englisch), Volltext (PDF; 186 kB)